# Lannea acida
Lannea acida är en sumakväxtart som beskrevs av Achille Richard. Lannea acida ingår i släktet Lannea och familjen sumakväxter. Inga underarter finns listade i Catalogue of Life.